# Killer World Tour
Tournées par Iron Maiden
Iron Maiden Tour
(1980) The Beast on the Road
(1982)
Killer World Tour est le nom de la tournée qu’effectue Iron Maiden en 1981 pour promouvoir son album Killers. À la suite du succès de ses deux premiers albums, le groupe joue en tête d'affiche au Royaume-Uni et en Europe et au Japon où sera enregistré l'Ep Maiden Japan. Pour sa première incursion aux États-unis, il fait la première partie de Judas Priest.

## Détails
Elle démarre le 17 février 1981 à Ipswich en Angleterre et se termine à Londres le 23 décembre de la même année. Elle traverse douze pays pour 131 concerts donnés sur les 140 prévus. Le dernier concert est donné au pub londonien, "Ruskin Arms". Le 10 septembre 1981, à Copenhague, Paul Di'Anno donne son dernier concert avec Iron Maiden. Son succèsseur, Bruce Dickinson participe à son premier concert avec le groupe à Bologne, le 26 octobre 1981.
La tournée a vu nombre de ses concerts annulés où reportés en Allemagne et en Scandinavie à cause des problèmes avec la voix de Paul Di'Anno ou de ventes de billets insuffisantes (Berlin et Winschoten).

## Groupes participants à la tournée

### Groupes de première partie
- Trust : Angleterre
- Océan : France
- More : Europe

### Groupe en tête d'affiche
- Judas Priest : États- Unis
- UFO: États-Unis
- Trust : Festival D'Orange du 1er septembre 1981

### Autres groupes
- Humble Pie : États-Unis
- Whitesnake: États-Unis
- Joe Perry Project: États-Unis

## Set liste standard
- Cette liste donne une indication sur les titres qui composent la setlist d'un concert en tête d'affichelors de cette tournée, l'ordre dans lequel ces titres furent joués pouvait varier selon les shows. Pour exemple celle du concert donné le 15 mars 1981 à L'Hammersmith Odeon de Londres[1].

| - Concert 1. Intro - Ides of March (de l'album Killers (1981)) 2. Wrathchild (de Killers) 3. Purgatory (de Killers) 4. Sanctuary (de l'album Iron Maiden (1980)) 5. Another Life (avec solo de batterie) (de Killers) 6. Genghis Khan (de Killers) 7. Killers (de Killers) 8. Innocent Exile (de Killers) 9. Murder in the Rue Morgue (d' Iron Maiden) 10. Twilight Zone (de Killers) 11. Phanthom of the Opera (d' Iron Maiden) 12. Iron Maiden (d' Iron Maiden) | - Rappel 1. Running Free (de Iron Maiden) 2. Transylvania (d' Iron Maiden) 3. Solo de guitare de Dave Murray 4. Drifter (de Killers) 5. Prowler (Iron Maiden) |

- 22, Acacia Avenue et Children Of The Damned furent jouées lors du concert de Londres le 15 novembre 1981
- Run to the Hills et The Prisoner furent jouées lors du concert au Ruskin Arms le 23 décembre 1981. Lors du soundcheck de ce concert, Maiden joua également Hallowed Be Thy Name
- A Lille, Prowler a été jouée en 3ème rappel (1er rappel : Running Free ; 2° rappel : Transylvania / solo Dave Murray / Drifter)[2]

## Dates de la tournée

### Royaume -Uni
| Killer World Tour 1981 - UK |            |               |                           |       |
| 17 février 1981             | Angleterre | Ipswich       | Gaumont Hall              | Trust |
| 18 février                  | Angleterre | Norwich       | Université of East Anglia | Trust |
| 19 février                  | Angleterre | Oxford        | New Theatre               | Trust |
| 20 février                  | Angleterre | Lancaster     | Lancaster University      | Trust |
| 21 février                  | Angleterre | Derby         | Assembly Rooms            | Trust |
| 22 février                  | Angleterre | Manchester    | Apollo Theatre            | Trust |
| 23 février                  | Angleterre | Hanley        | Victoria Hall             | Trust |
| 24 février                  | Angleterre | Dunstable     | Queensway Hall            | Trust |
| 26 février                  | Angleterre | Guilford      | Civic Hall                | Trust |
| 27 février                  | Angleterre | Bristol       | Colston Hall              | Trust |
| 28 février                  | Angleterre | Taunton       | Taunton Odeon             | Trust |
| 1er mars                    | Angleterre | Bournemouth   | Winter Gardens            | Trust |
| 2 mars                      | Angleterre | Southampton   | Gaumont Theatre           | Trust |
| 4 mars                      | Angleterre | Bradford      | St George's Hall          | Trust |
| 5 mars                      | Angleterre | Liverpool     | Empire Theatre            | Trust |
| 6 mars                      | Angleterre | Middlesbrough | Royal Court               | Trust |
| 7 mars                      | Angleterre | Newcastle     | City Hall                 | Trust |
| 8 mars                      | Écosse     | Glasgow       | Apollo Theatre            | Trust |
| 9 mars                      | Écosse     | Edinburgh     | Odeon Theatre             | Trust |
| 10 mars                     | Angleterre | Sheffield     | City Hall                 | Trust |
| 12 mars                     | Angleterre | Birmingham    | Odeon                     | Trust |
| 13 mars                     | Angleterre | Cambridge     | Corn Exchange             | Trust |
| 14 mars                     | Angleterre | Bracknell     | Leisure Center            | Trust |
| 15 mars                     | Angleterre | Londres       | Hammersmith Odeon         | Trust |

### Europe
| Date                            | Pays       | Ville                        | Salle                           | Avec         | Note                                          |
| ------------------------------- | ---------- | ---------------------------- | ------------------------------- | ------------ | --------------------------------------------- |
| Killer World Tour 1981 - Europe |            |                              |                                 |              |                                               |
| 18 mars                         | France     | Lille                        | Palais des sports Saint-Sauveur | Océan + More |                                               |
| 19 mars                         | France     | Hagondange                   | Salle des Fêtes Paul Lamm       | Océan + More |                                               |
| 20 mars                         | France     | Reims                        | Maison des sports               | Océan + More |                                               |
| 21 mars                         | France     | Paris                        | Le Bataclan                     | More         |                                               |
| 22 mars                         | France     | Paris                        | Le Bataclan                     | More         |                                               |
| 23 mars                         | France     | Lyon                         | Palais d'Hiver                  | Océan + More |                                               |
| 24 mars                         | France     | Miramas                      | Salle des Fêtes                 | Océan + More |                                               |
| 25 mars                         | France     | Toulon                       | Patinoire du Vert-Côteau        | Océan + More |                                               |
| 26 mars                         | France     | Nice                         | Théâtre de Verdure              | Océan + More |                                               |
| 27 mars                         | France     | Montpellier                  | Palais des Sports               | Océan + More |                                               |
| 30 mars                         | Italie     | Milan                        | Rolling Stone                   | More         | 2 concerts 16h & 21h                          |
| 31 mars                         | Italie     | Reggio Emilia                | Palasport di Reggio Emilia      | More         |                                               |
| 1er avril                       | Italie     | Brescia                      | Palasport di Brescia            | More         |                                               |
| 2 avril                         | Italie     | Gorizia                      | Palasport di Gorizia            | More         |                                               |
| 3 avril                         | Italie     | Turin                        | PalaRuffini                     | More         |                                               |
| 5 avril                         | Suisse     | Zurich                       | Volkshaus                       | More         |                                               |
| 6 avril                         | Allemagne  | Erlangen                     | Stadthalle                      | More         |                                               |
| 7 avril                         | Allemagne  | Düsseldorf                   | Philips Halle                   | More         |                                               |
| 8 avril                         | Allemagne  | Cologne                      | Sporthalle                      | More         |                                               |
| 9 avril                         | Allemagne  | Frankfurt-Offenbach          | Stadthalle                      | More         | Concert reporté au 29 avril                   |
| 10 avril                        | Allemagne  | Berlin                       | Neuewelt                        | More         | Concert annulé                                |
| 12 avril                        | Allemagne  | Wertheim                     | Main-Tauber Halle               | More         |                                               |
| 13 avril                        | Allemagne  | Munich                       | Schwabinger Bräu                | More         |                                               |
| 14 avril                        | Allemagne  | Villingen                    | ?                               | More         |                                               |
| 15 avril                        | Allemagne  | Karlsruhe                    | Gartenhalle                     | More         |                                               |
| 16 avril                        | Allemagne  | Sindelfingen                 | Austellungshalle                | More         |                                               |
| 17 avril                        | France     | Strasbourg                   | Hall Tivoli                     | Océan        |                                               |
| 18 avril                        | France     | Mulhouse                     | Palais des Fêtes                | Océan + More |                                               |
| 19 avril                        | France     | Douvaine                     | La Bulle                        | Océan + More |                                               |
| 20 avril                        | Allemagne  | Saarbrücken                  |                                 | HM Festival  | Annoncé, le groupe n'a pas joué à ce festival |
| 21 avril                        | France     | Colomiers                    | Hall Comminges                  | Océan + More |                                               |
| 22 avril                        | France     | Bordeaux                     | Salle des fêtes du Grand Parc   | Océan + More |                                               |
| 23 avril                        | France     | Orléans                      | La Rotonde                      | More         |                                               |
| 24 avril                        | Belgique   | Genk                         | Limburghal                      | More         |                                               |
| 25 avril                        | Belgique   | Antwerp                      | De Roma                         | More         |                                               |
| 26 avril                        | Pays-Bas   | Leiden                       | Stadsgehoorzaal                 | More         |                                               |
| 27 avril                        | Winschoten | De Klinker                   | concert annulé                  | More         |                                               |
| 28 avril                        | Nijmegen   | Concertgebouw de Vereeniging |                                 | More         |                                               |
| 29 avril                        | Allemagne  | Brême                        | Beat Club                       | More         |                                               |
| 30 avril                        | Allemagne  | Hanovre                      | Kurhaus Friedenstal             | More         |                                               |
| 2 mai                           | Allemagne  | Dortmund                     | Markthalle                      | More         | concert annulé                                |
| 3 mai                           | Allemagne  | Hambourg                     | Ernst Eckert Halle              | More         |                                               |
| 7 mai                           | Suède      | Lund                         | Olympen                         | More         | Concert reporté au 9 septembre 1981           |
| 8 avril                         | Suède      | Stockholm                    | Göta Lejon                      | More         | Concert reporté au 8 septembre 1981           |
| 9 mai                           | Norvège    | Oslo                         | ?                               | More         | Concert annulé                                |
| 10 mai                          | Danemark   | Copenhague                   | Odd Fellow Palæet               | More         | Concert reporté au 10 septembre 1981          |

### Japon
| Killer World Tour 1981 - Japan |        |                   |                                   |
| 21 mai                         | Tokyo  | Kosei Nenkin Hall | Premier concert au Japon          |
| 22 mai                         | Osaka  | Festival Hall     |                                   |
| 23 mai                         | Nagoya | Kosei Nenkin Hall | Enregistrement du EP Maiden Japan |
| 24 mai                         | Tokyo  | Nakano Sun Plaza  | 2 concerts 15h et 20h             |

### Amérique du Nord
| Date                                  | Pays       | État            | Ville                | Salle                             | Avec                           |
| ------------------------------------- | ---------- | --------------- | -------------------- | --------------------------------- | ------------------------------ |
| Judas Priest - Point of Entry Tour    |            |                 |                      |                                   |                                |
| 3 juin                                | États-Unis | Nevada          | Las Vegas            | Aladin Theatre                    | Judas Priest                   |
| 4 juin                                | États-Unis | Arizona         | Phoenix              | Memorial Coliseum                 | Judas Priest                   |
| 5 juin                                | États-Unis | Texas           | El Paso              | County Coliseum                   | Judas Priest Humble Pie        |
| 6 juin                                | États-Unis | Texas           | Odessa               | Ector County Coliseum             | Judas Priest                   |
| 7 mai                                 | États-Unis | Texas           | Lubbock              | Lubbock (États-Unis)              | Judas Priest                   |
| 8 juin                                | États-Unis | Texas           | McAllen              | Villa Real                        | Judas Priest                   |
| 9 juin                                | États-Unis | Texas           | Laredo               | Civic Center                      | Judas Priest                   |
| 10 juin                               | États-Unis | Texas           | San Antonio          | Convention Center Arena           | Judas Priest                   |
| 11 juin                               | États-Unis | Texas           | Dallas               | Moody Coliseum                    | Judas Priest                   |
| 13 juin                               | États-Unis | Texas           | Houston              | Sam Houston Coliseum              | Judas Priest                   |
| Killer World Tour 1981 - Nord America |            |                 |                      |                                   |                                |
| 14 juin                               | États-Unis | Michigan        | Detroit              | Harpo's                           |                                |
| 19 juin                               | Canada     | Ontario         | Toronto              | Concert Hall                      |                                |
| 21 juin                               | Canada     | Québec          | Montreal             | Le Club                           |                                |
| 26 juin                               | États-Unis | Wisconsin       | Milwaukee            | Summerfest                        |                                |
| 27 juin                               | États-Unis | Illinois        | Lynwood              | Point East                        |                                |
| Judas Priest - Point of Entry Tour    |            |                 |                      |                                   |                                |
| 28 juin                               | États-Unis | Ohio            | Cleveland            | Agora Theatre                     | Judas Priest                   |
| 1er juillet                           | États-Unis | Maryland        | Landover             | Capital Centre                    | Judas Priest                   |
| 2 juillet                             | États-Unis | New Jersey      | Asbury Park          | Convention Hall                   | Judas Priest                   |
| 3 juillet                             | États-Unis | Maryland        | Salisbury            | Wicomico Youth and Civic Center   | Judas Priest                   |
| 4 juillet                             | États-Unis | Virginie        | Norfolk              | Norfolk Scope                     | Judas Priest                   |
| 7 juillet                             | États-Unis | Pennsylvanie    | Pittsburgh           | Stanley Theatre                   | Judas Priest Whitesnake        |
| 9 juillet                             | États-Unis | Caroline du Sud | Myrtle Beach         | Civic Center                      | Judas Priest                   |
| 10 juillet                            | États-Unis | Géorgie         | Atlanta              | Fox Theatre                       | Judas Priest                   |
| 11 juillet                            | États-Unis | Tennessee       | Johnson City         | Freedom Hall                      | Judas Priest                   |
| 12 juillet                            | États-Unis | Tennessee       | Memphis              | North Hall Auditorium             | Judas Priest Whitesnake        |
| 14 juillet                            | États-Unis | Indiana         | Evansville (Indiana) | Mesker Amphitheatre               | Judas Priest                   |
| 15 juillet                            | États-Unis | Ohio            | Dayton               | Hara Arena                        | Judas Priest                   |
| 16 juillet                            | États-Unis | Pennsylvanie    | Johnstown            | Cambria County War Memorial Arena | Judas Priest                   |
| 17 juillet                            | États-Unis | New York        | Buffalo              | Shea's Buffalo Theatre            | Judas Priest Whitesnake        |
| 18 juillet                            | États-Unis | New York        | Rochester            | Auditorium Theatre                | Judas Priest Whitesnake        |
| 19 juillet                            | États-Unis | New York        | Syracuse             | Landmark Theatre                  | Judas Priest                   |
| 21 juillet                            | États-Unis | New York        | Albany               | Palace Theatre                    | Judas Priest                   |
| 22 juillet                            | États-Unis | New York        | New York City        | Palladium                         | Judas Priest                   |
| 23 juillet                            | États-Unis | New York        | New York City        | Palladium                         | Judas Priest                   |
| 24 juillet                            | États-Unis | New York        | New York City        | Palladium                         | Judas Priest                   |
| 25 juillet                            | États-Unis | Connecticut     | New Haven            | Veterans Memorial Coliseum        | Judas Priest                   |
| 26 juillet                            | États-Unis | Pennsylvanie    | Allentown            | Allentown Fairgrounds             | Judas Priest Joe Perry Project |
| 28 juillet                            | États-Unis | Massachusetts   | Boston               | Orpheum Theatre                   | Judas Priest                   |
| 29 juillet                            | États-Unis | Maryland        | Baltimore            | Civic Center                      | Judas Priest                   |
| 30 juillet                            | États-Unis | Pennsylvanie    | Upper Darby          | Tower Theatre                     | Judas Priest                   |
| 1er août                              | États-Unis | Californie      | San Bernardino       | Swing Auditorium                  | UFO                            |
| 4 août                                | États-Unis | Californie      | Long Beach           | Long Beach Arena                  | UFO                            |

### Europe (2epartie)
| Date                            | Pays        | Ville      | Salle                                                        | Avec                                                           | Note                                                             |
| ------------------------------- | ----------- | ---------- | ------------------------------------------------------------ | -------------------------------------------------------------- | ---------------------------------------------------------------- |
| Killer World Tour 1981 - Europe |             |            |                                                              |                                                                |                                                                  |
| 15 août                         | Allemagne   | Stuttgart  | The 4th Golden Summernight Festival Cannstatter Wasen        | Foreigner, Motörhead, Kansas, BÖC Blackfoot, .38 Special, More | —                                                                |
| 16 août                         | Allemagne   | Nuremberg  | The 4th Golden Summernight Festival Zeppelinfeld             | Foreigner, Motörhead, Kansas, BÖC Blackfoot, .38 Special, More | —                                                                |
| 23 août                         | Allemagne   | Darmstadt  | The 4th Golden Summernight Festival Stadion am Böllenfalltor | Foreigner, Motörhead, Kansas, BÖC Blackfoot, .38 Special, More | —                                                                |
| 1er septembre                   | France      | Orange     | Théâtre antique d'Orange                                     | Festival avec Scum, Attentat Rock, Trust                       | —                                                                |
| 6 septembre                     | Yougoslavie | Belgrade   | Hippodrome de Belgrade                                       | Svi Mars Na Ples Festival                                      | —                                                                |
| 8 septembre                     | Suède       | Stockholm  | Göta Lejon                                                   | —                                                              | Concert reporté du 9 mai 1981                                    |
| 9 septembre                     | Suède       | Lund       | Olympen                                                      | —                                                              | Concert reporté du 8 mai 1981                                    |
| 10 septembre                    | Danemark    | Copenhague | Odd Fellow                                                   | —                                                              | Concert reporté du 10 mai 1981 Dernier concert avec Paul Di'Anno |
| 26 octobre                      | Italie      | Bologna    | Palasport                                                    | —                                                              | Premier concert du groupe avec Bruce Dickinson                   |
| 27 octobre                      | Italie      | Roma       | Teatro Tenda                                                 | —                                                              | —                                                                |
| 28 octobre                      | Italie      | Firenze    | Teatro Tenda                                                 | —                                                              | —                                                                |
| 29 octobre                      | Italie      | Padova     | Palasport                                                    | —                                                              | —                                                                |
| 30 octobre                      | Italie      | Milan      | PalaLido                                                     | —                                                              | —                                                                |
| 15 novembre                     | Angleterre  | Londres    | Rainbow Theatre                                              | —                                                              | —                                                                |
| 23 décembre                     | Angleterre  | Londres    | Ruskin Arms P.H.                                             | —                                                              | Concert donné sous le nom de "Genghis Khan"                      |

- Les références sur les dates de tournée sont pour la plupart issues du site maidenfrance.fr qui a l'avantage de présenter des sources allant des photos des billets de concert ou des affiches de la tournée[6] ainsi que du site [7].